# Wild Dances (single)
Wild Dances is de Engelstalige titel van de single van Ruslana. Met dit lied werd Ruslana winnares van het Eurovisiesongfestival 2004. Tevens maakt de single deel uit van het album Wild Dances.
In de halve finale van het Songfestival moest Wild Dances het nog afleggen van Lane Moje, de inzending van Servië en Montenegro, maar in de finale won ze met 17 punten voorsprong op Servië en Montenegro met 280 punten; het hoogste aantal punten ooit. Het lied werd gezongen in het Engels en het Oekraïens. Het was de eerste keer sinds de herinvoering van de vrije taalregel in 1999 dat een lied won dat niet volledig in het Engels gezongen werd.
In België stond het nummer tien weken na elkaar op nummer één.
| Single met eventuele hitnotering(en) in de Nederlandse Top 40 | Datum van verschijnen | Datum van binnenkomst | Hoogste positie | Aantal weken | Opmerkingen |
| ------------------------------------------------------------- | --------------------- | --------------------- | --------------- | ------------ | ----------- |
| Wild Dances                                                   | 2004                  |                       | tip4            |              |             |

1956: Refrain · 
1957: Net als toen · 
1958: Dors, mon amour · 
1959: 'n Beetje · 
1960: Tom Pillibi · 
1961: Nous les amoureux · 
1962: Un premier amour · 
1963: Dansevise · 
1964: Non ho l'età · 
1965: Poupée de cire, poupée de son · 
1966: Merci, chérie · 
1967: Puppet on a string · 
1968: La la la · 
1969: Un jour, un enfant, De troubadour, Vivo cantando, Boom bang-a-bang · 
1970: All kinds of everything · 
1971: Un banc, un arbre, une rue · 
1972: Après toi · 
1973: Tu te reconnaîtras · 
1974: Waterloo · 
1975: Ding-a-dong · 
1976: Save your kisses for me · 
1977: L'oiseau et l'enfant · 
1978: A-ba-ni-bi · 
1979: Hallelujah · 
1980: What's another year · 
1981: Making your mind up · 
1982: Ein bißchen Frieden · 
1983: Si la vie est cadeau · 
1984: Diggi-loo diggi-ley · 
1985: La det swinge · 
1986: J'aime la vie · 
1987: Hold me now · 
1988: Ne partez pas sans moi · 
1989: Rock me · 
1990: Insieme: 1992 · 
1991: Fångad av en stormvind · 
1992: Why me? · 
1993: In your eyes · 
1994: Rock 'n' roll kids · 
1995: Nocturne · 
1996: The voice · 
1997: Love shine a light · 
1998: Diva · 
1999: Take me to your heaven · 
2000: Fly on the wings of love · 
2001: Everybody · 
2002: I wanna · 
2003: Everyway that I can · 
2004: Wild dances · 
2005: My number one · 
2006: Hard rock hallelujah · 
2007: Molitva · 
2008: Believe · 
2009: Fairytale · 
2010: Satellite · 
2011: Running scared · 
2012: Euphoria · 
2013: Only teardrops · 
2014: Rise like a phoenix · 
2015: Heroes · 
2016: 1944 · 
2017: Amar pelos dois · 
2018: Toy · 
2019: Arcade · 
2021: Zitti e buoni · 
2022: Stefania · 
2023: Tattoo · 
2024: The code